# Heinz Hellberg
Heinz Hellberg (* 21. Oktober 1944 in Wien) ist ein österreichischer Schauspieler, Operettensänger, Musicaldarsteller und Theaterintendant.

## Leben
Hellberg begann seine musikalische Laufbahn als Mitglied der Wiener Sängerknaben. Im Alter von 15 Jahren inskribierte er sich an der Akademie für Musik und Darstellende Kunst in Wien, wo er Horn studierte und außerdem Dirigieren in der Dirigentenklasse lernte. Im Alter von 16 Jahren war er jüngster Chorleiter Österreichs. Er begann als Orchestermusiker am Wiener Raimundtheater, wo er zwei Jahre als 1. Hornist engagiert war. Anschließend wechselte er im Alter von 21 Jahren auf die Bühne als Operettensänger. Erste kleine Rollen erhielt er zunächst am Stadttheater Baden bei Wien. Später kamen dort größere Rollen hinzu. Als Operettenbuffo hatte er in den Folgejahren zahlreiche Engagements in Österreich und in Deutschland.
Zu seinen zahlreichen Operettenrollen gehörten im Verlaufe seiner Karriere u. a. Boni in Die Csárdásfürstin (Wiener Operettenfestspiele), Raoul de St. Brioche in Die lustige Witwe (Wiener Volksoper), Armand Brissard in Der Graf von Luxemburg (Stadttheater St. Gallen), Toni Schlumberger in Die Zirkusprinzessin (Stadttheater St. Gallen), Seppl Fraunhofer in Maske in Blau (Wien), Toni Haberl in Saison in Salzburg (Stadttheater Baden bei Wien), Arpad in Die ungarische Hochzeit (Die Münchner Opernbühne, München) und der Zahlkellner Leopold Brandmeyer in Im Weißen Rößl (Operettenbühne Wien).
1974 übernahm er an den Städtische Bühnen Münster die Rolle des drogensüchtigen, paranoiden Pop-Stars Dave in der dortigen Erstaufführung des Musicals Wer kennt Jürgen Beck von Klaus Wirbitzky. In der Spielzeit 1982/83 hatte er einen Gastvertrag an den Städtischen Bühnen Münster für Hans-Ulrich Engelmanns szenische Kantate Die Mauer. In den Spielzeiten 1982/83 und 1983/84 war er erneut am Stadttheater Baden bei Wien verpflichtet. 1984 spielte er dort den Schneider Mottel in dem Musical Anatevka.
1984 wurde Hellberg als festes Ensemblemitglied und Solist an die Wiener Volksoper engagiert. Hellberg war dort insgesamt 13 Jahre Mitglied, wo er in der Operette und im Musical eingesetzt wurde. An der Wiener Volksoper gehörte bis einschließlich der Spielzeit 1995/96 zum festen Ensemble. Im Musical-Bereich trat er dort u. a. als Ambrose Kemper in Hello, Dolly! (September 1984 bis November 1986) und als Bill Calhoun/Lucentio in Kiss Me, Kate (November 1988 bis Juni 1992) auf.
In der Saison 1987/88 übernahm er in einer Tourneetheater-Produktion der „Berliner Tournee“ die männliche Hauptrolle des Alfred des Schauspiels Geschichten aus dem Wiener Wald; seine Partnerinnen waren Anja Kruse (als Marianne) und Franziska Bronnen (als Valerie). 1990 gastierte er beim Operettensommer Baden als Seppl Fraunhofer in der Operette in Maske in Blau.
Hellberg wirkte in über 50 Fernsehshows in Deutschland, Österreich und Holland mit. Auftritte hatte er u. a. bei Melodien für Millionen (1986, mit Anja Kruse als Partnerin; 1989 mit Melanie Holliday als Partnerin), Zum Blauen Bock (1987; mit Anja Kruse als Partnerin mit Melodien von Werner Richard Heymann) und Das große Fernseh-Wunschkonzert der Operette (1985; mit Auszügen aus der Operette Die Csárdásfürstin). Hellberg machte auch einige Schallplattenaufnahmen mit Operettenmelodien und Schlagern, in denen u. a. Anja Kruse, Melanie Holliday, Waldemar Kmentt, Helmut Kummer und der Dirigent Emmerich Smola seine Partner waren.
1996 gründete er die Operettenbühne Wien, mit der er seit der Saison 1996/97 jährlich mit zwei Produktionen auf Tournee geht. Er ist seither ohne Unterbrechung Intendant der Operettenbühne Wien. Seit 2004 ist Hellberg auch Intendant und Leiter der sommerlichen „Wiener Operettenfestspiele“. Seit 1999 ist er mit der Operettenbühne Wien auch regelmäßiger Gast bei den Luisenburg-Festspielen in Wunsiedel. Im Rahmen der Produktionen der Operettenbühne Wien tritt Hellberg immer wieder auch als Darsteller auf, so als Zahlkellner Leopold in Im Weißen Rößl (2010) und als Don Pedro del Vargas in Maske in Blau (2015).
Im Juni 2008 wurde ihm vom Bundesministerium für Unterricht, Kunst und Kultur der Berufstitel „Professor“ verliehen.
Hellberg war bis 1989 neun Jahre lang mit der deutschen Schauspielerin Anja Kruse liiert. Hellberg ist mit der Schauspielerin und Operettensoubrette Susanne Hellberg verheiratet. Er lebt in Wien.